# تیم کرایتون
تیم کرایتون (انگلیسی: Tim Crichton؛ زاده ۱۵ آوریل ۱۹۷۶) یک تنیس‌باز اهل استرالیا است.